# Eric Rains
Eric Michael Rains (23 de agosto de 1973) é um matemático estadunidense, especialista em teoria de códigos e funções especiais.

## Biografia
Eric Rains tinha 14 anos de idade quando começou a assistir aulas na universidade em 1987. Obteve bacharelados em ciência da computação e física e mestrado na Case Western Reserve University.
Foi palestrante convidado do Congresso Internacional de Matemáticos em Hyderabad (2010). Foi eleito fellow da American Mathematical Society na classe de 2018.

## Publicações selecionadas
- Calderbank, A. R.; Rains, E. M.; Shor, P. W.; Sloane, N. J. A. (1997). «Quantum Error Correction and Orthogonal Geometry». Physical Review Letters. 78 (3): 405–408. Bibcode:1997PhRvL..78..405C. arXiv:quant-ph/9605005. doi:10.1103/PhysRevLett.78.405
- Rains, E.M. (1998). «Shadow bounds for self-dual codes». IEEE Transactions on Information Theory. 44: 134–139. doi:10.1109/18.651000
- Calderbank, A.R.; Rains, E.M.; Shor, P.M.; Sloane, N.J.A. (1998). «Quantum error correction via codes over GF(4)» (PDF). IEEE Transactions on Information Theory. 44 (4): 1369–1387. doi:10.1109/18.681315 (This article has over 1200 citations.)
- Rains, E.M. (1999). «Nonbinary quantum codes». IEEE Transactions on Information Theory. 45 (6): 1827–1832. doi:10.1109/18.782103
- Rains, E. M. (1999). «Rigorous treatment of distillable entanglement». Physical Review A. 60 (1): 173–178. Bibcode:1999PhRvA..60..173R. arXiv:quant-ph/9809078. doi:10.1103/PhysRevA.60.173
- Rains, E. M. (1999). «Bound on distillable entanglement». Physical Review A. 60 (1): 179–184. Bibcode:1999PhRvA..60..179R. arXiv:quant-ph/9809082. doi:10.1103/PhysRevA.60.179
- Bennett, Charles H.; DiVincenzo, David P.; Fuchs, Christopher A.; Mor, Tal; Rains, Eric; Shor, Peter W.; Smolin, John A.; Wootters, William K. (1999). «Quantum nonlocality without entanglement». Physical Review A. 59 (2): 1070–1091. ISSN 1050-2947. doi:10.1103/PhysRevA.59.1070
- Baik, Jinho; Rains, Eric M. (2000). «Limiting distributions for a polynuclear growth model with external sources». Journal of Statistical Physics. 100 (3/4): 523–541. doi:10.1023/A:1018615306992
- Odlyzko, A. M.; Rains, E. M. (2000). «On longest increasing subsequences in random permutations». Contemporary Mathematics. 251: 439-452
- Rains, E.M. (2001). «A semidefinite program for distillable entanglement» (PDF). IEEE Transactions on Information Theory. 47 (7): 2921–2933. doi:10.1109/18.959270
- Rains, E. M.; Sloane, N. J. A. (2002). «Self-Dual Codes». Bibcode:2002math......8001R. arXiv:math/0208001
- Rains, E. M.; Sloane, N. J. A.; Rains, Eric M.; Svore, Krysta M. (2004). «A logarithmic-depth quantum carry-lookahead adder». Bibcode:2004quant.ph..6142D. arXiv:quant-ph/0406142
- Borodin, Alexei; Rains, Eric M. (2005). «Eynard–Mehta Theorem, Schur Process, and their Pfaffian Analogs». Journal of Statistical Physics. 121 (3–4): 291–317. Bibcode:2005JSP...121..291B. arXiv:math-ph/0409059. doi:10.1007/s10955-005-7583-z
- Rains, Eric M. (2010). «Transformations of elliptic hypergeometric integrals» (PDF). Annals of Mathematics. 171 (1): 169–243. JSTOR 27799200. doi:10.4007/annals.2010.171.169
- Poonen, Bjorn; Rains, Eric (2012). «Random maximal isotropic subspaces and Selmer groups». Journal of the American Mathematical Society. 25 (1): 245–269. ISSN 0894-0347. doi:10.1090/S0894-0347-2011-00710-8